# مارات خوسینوف
مارات خوسینوف (انگلیسی: Marat Khusainov; ۲۰ مهٔ ۱۹۶۷ – ) فرمانده نظامی اهل قزاقستان است، که هم‌اکنون به‌عنوان وزیر دفاع قزاقستان و نیز رئیس ستاد نیروهای مسلح جمهوری قزاقستان فعالیت می‌کند.